# Werriusz Flakkus
Marcus Verrius Flaccus (I w. p.n.e./I w. n.e.) – filolog i gramatyk rzymski. Skąpe wiadomości o jego życiu przekazuje Swetoniusz: Werriusz Flakkus był pierwotnie niewolnikiem, zapewne niewolnym nauczycielem. Następnie, gdy został wyzwolony i zyskał obywatelstwo rzymskie, założył szkołę i poświęcił się pracy naukowej oraz nauczaniu młodzieży. Jako nauczyciel zyskał dużą sławę, został też przyjacielem Oktawiana Augusta, który w roku 10 p.n.e. zatrudnił go jako osobistego nauczyciela swoich wnuków, Gajusza i Lucjusza Cezarów z pensją miliona sestercji rocznie. Werriusz Flakkus zmarł w podeszłym wieku za panowania Tyberiusza.
Był autorem wielkiego dzieła zatytułowanego De verborum significatu („O znaczeniu wyrazów”). Był to słownik języka łacińskiego objaśniający po łacinie znaczenie spotykanych w literaturze trudnych lub przestarzałych wyrazów tego języka. Leksykon nie zachował się do naszych czasów, znany jest tylko z wyciągu dokonanego w II w. n.e. przez Pompejusza Festusa.
W Preneste, rodzinnym mieście Werriusza zachował się w oryginale (lub kopii) wykaz świąt i uroczystości wraz z objaśnieniami. Wykaz ten został wyryty przez niego na kamieniu.